# Thomas W. Wood
Thomas W. Wood (Londra, giugno 1839 – Londra, 1910) è stato un illustratore e ornitologo inglese.

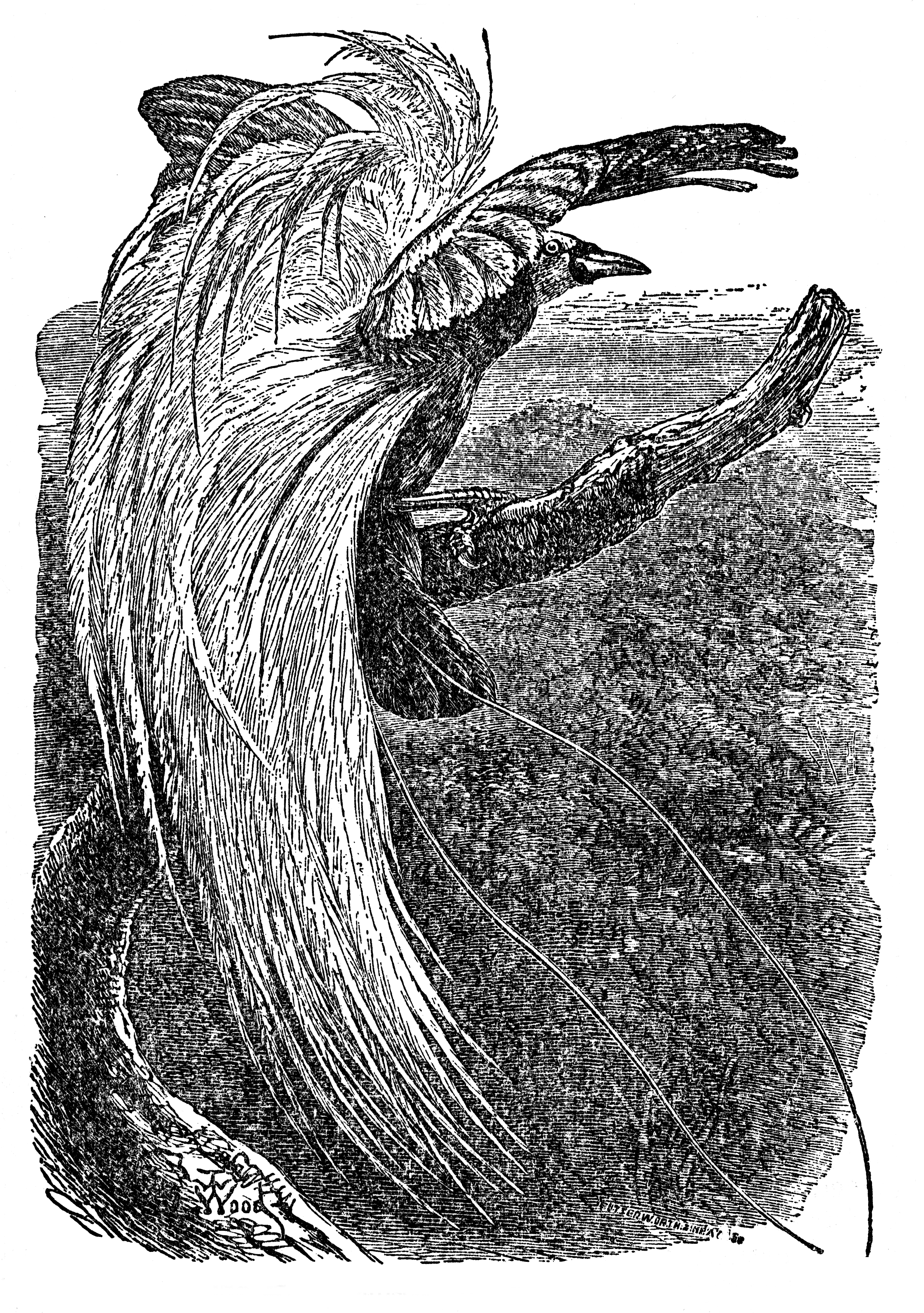
Paradisea papuana (tratto da L'origine dell'uomo e la selezione sessuale).

Realizzò accurati disegni che andarono ad abbellire alcune tra le più importanti opere di storia naturale del XIX secolo, come L'origine dell'uomo e la selezione sessuale di Charles Darwin e L'arcipelago malese di Alfred Russel Wallace. Si dedicò allo studio delle parate nuziali delle varie specie di fagiani, osservandole e descrivendole minuziosamente, e pubblicò la prima descrizione del misterioso argo doppiabanda. Nel corso della sua vita si dedicò prevalentemente all'illustrazione degli uccelli, ma disegnò anche falene e mammiferi.